# Masserberg
Masserberg település Németországban, azon belül Türingiában. Lakosainak száma 2080 fő (2023. december 31.). Masserberg Schleusegrund, Auengrund és Eisfeld községekkel határos.

## Népesség
A település népességének változása:
| Lakosok száma | 2252 | 2211 | 2132 | 2103 | 2080 |
|               | 2017 | 2019 | 2021 | 2022 | 2023 |